# АЮ
И Джи-ън (на корейски: 이지은; Коригирана романизация на корейския език: Lee Ji-eun), известна като  АЮ (на корейски: 아이유; на английски: IU) е южнокорейска певица, автор на песни и актриса.
Започва кариерата си през 2008 с издаването на сингъла „Lost Child“ (на корейски: 미아), но става известна през 2010 с песента „Good Day“(на корейски: 좋은 날), който прекарва пет последователни седмици в националната класация на Корея – „Гаон“.